# La Dame à l'éventail (Sánchez Coello)
Pour les articles homonymes, voir La Femme à l'éventail et Éventail (homonymie).
Ne doit pas être confondu avec La Dame à l'éventail.
Le Dame à l'éventail (en espagnol : La dama del abanico) est un tableau peint à l'huile par Alonso Sánchez Coello entre 1570 et 1573. Mesurant 62,6 × 55 cm, il est conservé au musée du Prado à Madrid.
Plusieurs indices laissent à penser que ce tableau était à l'origine de dimensions plus grandes : la main droite tronquée, la disposition des bras et l'irrégularité du pourtour.
Le tableau représente une dame inconnue de haut rang, autrefois identifiée comme étant une infante d'Espagne, peut-être une sœur du roi Philippe II. Il s'agit d'un portrait en buste d'une dame habillée d'une robe couleur noix, luxueusement ornée de chaînes dorées, avec des manches fendues et un col haut ouvert sur le devant à la manière flamande. De ses mains garnies de bagues, elle tient de façon quelque peu originale un éventail pliable japonais, sans doute venu du Portugal.
Le support du tableau est un beau bois tropical de couleur rougeâtre, peut-être de l'acajou.